# Goniądz

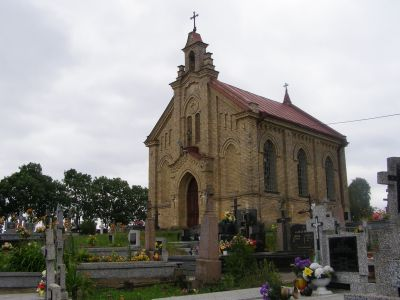

Goniądz este un oraș în Polonia.